# Ventura Ramirez
Ventura Ramirez (Mombuca, 1 de setembro de 1939 – São Paulo, 6 de junho de 2016) foi um cantor, compositor e violonista brasileiro. Fez parte do grupo Demônios da Garoa tocando Violão de 7 cordas e também do regional de choro de Carlos Poyares. Em ambos os conjuntos esteve presente também Canhotinho no cavaquinho.

## Biografia
Ventura Ramirez começou sua carreira como calouro no programa de rádio de Hebe Camargo, ainda no final da década de 1950, assinando em seguida contrato de 5 anos com a Rádio Nacional. Com seu talento nato ao violão e voz marcante, Ventura Ramirez logo entrou para o cenário musical brasileiro, acompanhando músicos renomados no choro e seresta, como Nelson Gonçalves, Jacob do Bandolim, Waldir Azevedo, Altamiro Carrilho, Orlando Silva, Luiz Gonzaga, Cartola, Lupicínio Rodrigues, além de participar do regional de choro de Carlos Poyares.
No início da década de 1960, ainda com o violão de 6 cordas, mas já com o seu estilo inconfundível nas “baixarias” que fazia com o instrumento, Ventura Ramirez é convidado a integrar o conjunto Demônios da Garoa, do qual fez parte até 2005. Pouco tempo depois de entrar no conjunto, Ventura Ramirez adotou permanentemente o violão de 7 cordas, instrumento que o consagrou. Foi ele quem levou pela primeira vez o 7 cordas para os Demônios da Garoa, criando uma das marcas registradas ainda hoje mantidas pelo conjunto. O 7 cordas surgiu para o artista cedo ainda em sua vida musical, iniciada aos 13 anos de idade, vindo da necessidade que sentia ao achar o violão de 6 cordas “limitado”, por ter “poucas” cordas!
Ao longo de sua carreira de mais de 50 anos, Ventura Ramirez recebeu diversos prêmios e honrarias de renomados nomes. Entre eles, está o prêmio Roquete Pinto de Revelação do Ano em 1960. Naquele ano, Ventura Ramirez recebeu a notícia que fora premiado pelo apresentador Silvio Santos, seu então companheiro de Rádio Nacional e com quem excursionou com a “Caravana do Peru que Fala”, grupo de artistas comandado por Silvio Santos e que viajava pelo Brasil divulgando a música brasileira. Ventura Ramirez foi por 3 vezes agraciado com o Troféu Velho Guerreiro, do Chacrinha, sendo duas vezes solo e uma com os Demônios da Garoa; 14 vezes recebeu o diploma de Melhor da Semana pelo comunicador Helio Souto e prêmios de grêmios estudantis, da Casa da Fazenda e da Secretaria de Cultura de São Paulo.
Além de violonista e cantor, Ventura Ramirez é compositor e arranjador, tendo já várias músicas gravadas ao longo da discografia dos Demônios da Garoa e de outros artistas de renome no cenário nacional, como Waldick Soriano.
Em sua carreira solo, Ventura Ramirez gravou diversos discos, sendo o mais recente o CD “Tributo a Nelson Gonçalves”, pela gravadora ZAN. Nelson foi seu amigo e companheiro musical, sendo, fora dos Demônios da Garoa, o cantor de cujas gravações mais participou. Seu timbre forte lembra bastante a voz do grande Nelson. Nos tempos dos LPs, Ventura Ramirez tem registrados 3 discos, sendo dois cantando e um instrumental com o violão de 7 cordas. Recentemente, Ventura Ramirez gravou com Ivan Lins e Guilherme Arantes.
Em seus shows, Ventura Ramirez passeia pelo repertório da seresta e dos grandes cantores de rádio, como Nelson Gonçalves, Orlando Silva e Silvio Caldas, além de representar clássicos do choro e do samba.